# Love Again (日本電視劇)
《Love Again》（日语：ラブ・アゲイン）是TBS電視台週四晚間十點連續劇的系列作品之一，於1998年4月16日至6月11日期間在TBS電視台播放，全劇共計9集。原規劃本劇長度11集，但因收視率低迷而減為9集。主演為渡部篤郎和石田光。

## 劇情概要
男主角裕太（渡部篤郎飾）與女主角美月（石田光飾）原本是青梅竹馬，從小與裕太的弟弟一起遊玩，但一場交通事故奪走了裕太弟弟的生命，也讓兩人分離。七年後，於馬術俱樂部工作的裕太和香織（菅野美穗飾）發生了關係，另一方面美月準備與馬術俱樂部老闆之子光一（武田真治飾）舉辦婚禮，在友人涼子（立河宜子飾）的邀請下拜訪了馬術俱樂部。

## 登場人物
- 大垣裕太：渡部篤郎
- 吉野美月：石田光
- 吉野光一：武田真治
- 楠本香織：菅野美穗
- 今井久子：濱田麻里（日语：濱田マリ）
- 望月涼子：立河宜子
- 上岡信彥：大河內浩（日语：大河内浩）
- 勝田博子：街田紫苑（日语：街田しおん）
- 瀨尾龍二：大山健
- 真壁豐：志ガヤ一馬
- 楠本隆史：杉本哲太
- 有田瑞穗：深水三章（日语：深水三章）
- 有田文枝：內田明里（日语：内田あかり）
- 吉野重治：鶴田忍（日语：鶴田忍 (俳優)）
- 吉野澄子：江波杏子

## 歌曲
- 主題曲：the brilliant green《There will be love there -有愛的場所-（日语：There will be love there -愛のある場所-）》
- 插入曲：綠洲合唱團《Don't Go Away（英语：Don't Go Away）》

## 工作人員
- 編劇：伊藤斗士八、小野澤美曉
- 配樂：笹路正德（日语：笹路正徳）、藤井理央（日语：藤井理央）
- 製作人：西口典子
- 導演：山田高道、新城毅彥（日语：新城毅彦）、倉貫健二郎（日语：倉貫健二郎）
- 製作：木下製作（日语：ドリマックス・テレビジョン）、TBS電視台

## 各集收視率
| 集數  | 副標題           | 播出日期       | 收視率 |
| ----- | ---------------- | -------------- | ------ |
| 第1集 | わたしを奪って！ | 1998年 4月16日 | 9.5%   |
| 第2集 | わたしを助けて！ | 4月23日        | 8.3%   |
| 第3集 | 想い出を返して   | 4月30日        | 6.6%   |
| 第4集 | 今だけ抱きしめて | 5月07日        | 7.2%   |
| 第5集 | 傷だらけの悪魔   | 5月14日        | 7.5%   |
| 第6集 | 夫に犯される日   | 5月21日        | 8.0%   |
| 第7集 | 今、始まる二人   | 5月28日        | 7.3%   |
| 第8集 | 命がけの逆襲     | 6月04日        | 7.7%   |
| 第9集 | 愛のある場所     | 6月11日        | 9.0%   |